# 科林·巴勒特
科林·巴勒特（英語：Colin Barratt，1948年12月21日—），英国男子赛艇运动员。他曾代表英国参加世界赛艇锦标赛，获得二枚金牌，其中一枚来自男子轻量级四人单桨无舵手项目，另一枚来自男子轻量级八人单桨有舵手项目。